# 宋哲鎬
宋哲鎬（：／ Song Cheol-ho；1949年5月26日—），大韓民國自由派政治人物，律師出身，第7任蔚山廣域市長。

## 生涯
1949年，宋哲鎬出生於釜山，但他在其父親出生地全羅北道益山市長大。
宋哲鎬於1982年通過了律師資格考試並成為律師。
其兄為宋正鎬，於2002年出任金大中政府法務部長官。宋哲鎬與其兄一樣，他於2005年加入盧武鉉政府，擔任國民苦衷處理委員會委員長。
宋哲鎬雖然生涯前八次選舉全部輸掉，但在2018年當選蔚山市市長。
2022年地方選舉，宋哲鎬競逐連任失敗，令他第九度在選舉中落選。

## 選舉履歷
| 年度   | 選舉           | 職位     | 選區               | 政黨       | 得票數  | 得票率 | 順位 | 當選 |
| ------ | -------------- | -------- | ------------------ | ---------- | ------- | ------ | ---- | ---- |
| 1992年 | 第14屆國會選舉 | 國會議員 | 慶尚南道蔚山市中區 | 民主黨     | 19,685  | 15.42% | 3位  | 落選 |
| 1996年 | 第15屆國會選舉 | 國會議員 | 慶尚南道蔚山市中區 | 統合民主黨 | 39,743  | 35.73% | 2位  | 落選 |
| 1998年 | 第2屆地方選舉  | 市長     | 蔚山廣域市         | 無黨籍     | 148,126 | 39.44% | 2位  | 落選 |
| 2000年 | 第16屆國會選舉 | 國會議員 | 蔚山廣域市中區     | 無黨籍     | 33,548  | 38.16% | 2位  | 落選 |
| 2002年 | 第3屆地方選舉  | 市長     | 蔚山廣域市         | 民主勞動黨 | 162,546 | 43.61% | 2位  | 落選 |
| 2012年 | 第19屆國會選舉 | 國會議員 | 蔚山廣域市中區     | 民主統合黨 | 37,412  | 37.51% | 2位  | 落選 |
| 2014年 | 補選           | 國會議員 | 蔚山廣域市南區乙   | 無黨籍     | 16,379  | 44.19% | 2位  | 落選 |
| 2016年 | 第20屆國會選舉 | 國會議員 | 蔚山廣域市南區乙   | 無黨籍     | 28,216  | 40.64% | 2位  | 落選 |
| 2018年 | 第7屆地方選舉  | 市長     | 蔚山廣域市         | 共同民主黨 | 317,341 | 52.88% | 1位  | 當選 |
| 2022年 | 第8屆地方選舉  | 市長     | 蔚山廣域市         | 共同民主黨 | 195,430 | 40.21% | 2位  | 落選 |